# Józef Walczak
Józef Walczak (Łódź, 3 de gener de 1931 - 13 d'abril de 2016) va ser un entrenador i futbolista polonès que jugava en la demarcació de defensa. Va jugar dos partits amb la selecció de futbol de Polònia. Va fer el seu debut el 8 d'agost de 1954 en un partit amistós contra Bulgària que va finalitzar amb un resultat d'empat a dos. El seu segon i últim partit amb Polònia ho va disputar el 22 de juliol de 1956, també en qualitat d'amistós, contra Alemanya Oriental i amb un marcador final de 0-2 a favor del combinat alemany.

## Clubs com a futbolista
| Club              | País    | Any         |
| ----------------- | ------- | ----------- |
| ŁKS Łódź          | Polònia | 1952 - 1955 |
| Zawisza Bydgoszcz | Polònia | 1955 - 1957 |
| ŁKS Łódź          | Polònia | 1957 - 1966 |

## Clubs com a entrenador
| Club          | País    | Any         |
| ------------- | ------- | ----------- |
| ŁKS Łódź      | Polònia | 1971 - 1972 |
| Lechia Gdańsk | Polònia | 1977 - 1978 |
| ŁKS Łódź      | Polònia | 1980        |
| Stal Mielec   | Polònia | 1981 - 1982 |
| KS Cracovia   | Polònia | 1983 - 1984 |